# سیدائو
سیدنی دوس سانتوس جونیور (به پرتغالی: Sidnei dos Santos Júnior) (زاده ۹ ژانویه ۱۹۸۲) معروف به سیدائو، بازیکن تیم ملی والیبال برزیل و باشگاه سائو پائولو است. او به همراه تیم ملی برزیل به مدال نقره المپیک ۲۰۱۲ لندن رسید.